# SAPICA
SAPICA는 삿포로 시 교통국이 2009년 1월 30일부터 삿포로 시영 지하철에 도입한 삿포로 종합 정보 센터 주식회사가 발행하는 IC 카드 승차권이다.